# Warther Horn
Warther Horn är en bergstopp i Österrike.   Den ligger i distriktet Bludenz och förbundslandet Vorarlberg, i den västra delen av landet, 500 km väster om huvudstaden Wien. Toppen på Warther Horn är 2 257 meter över havet, eller 73 meter över den omgivande terrängen. Bredden vid basen är 0,16 km.
Terrängen runt Warther Horn är bergig norrut, men söderut är den kuperad. Runt Warther Horn är det ganska glesbefolkat, med 26 invånare per kvadratkilometer.. Närmaste större samhälle är Mittelberg, 8,0 km norr om Warther Horn. 
Trakten runt Warther Horn består i huvudsak av gräsmarker.